# Dicionário Enciclopédico da Madeira
O Dicionário Enciclopédico da Madeira, também referido como Grande Dicionário Enciclopédico da Madeira, é um dicionário enciclopédico dedicado ao tema do Arquipélago da Madeira, em produção desde 2014. A coordenação científica do projeto está a cargo do historiador José Eduardo Franco, e a coordenação executiva é assegurada pela historiadora Cristina Trindade.
O projeto nasceu em 2014 no âmbito do programa "Aprender Madeira", orientado pela Agência de Promoção da Cultura do Atlântico, sendo apresentado durante um simpósio internacional, subordinado ao tema "Que Saber(es) para o Século XXI? História, Cultura e Ciência na/da Madeira", reunido no final de janeiro daquele ano no Funchal, realizado no quadro da preparação do Dicionário. O seminário visou uma comunidade com cerca de setecentos investigadores envolvidos na criação do Dicionário, e contou com a presença de pensadores como Marc Augé, Daniela Marcheschi, Viriato Soromenho Marques, João Relvão Caetano e Annabela Rita, além dos madeirenses Paquete de Oliveira, Agostinho Jardim Gonçalves, João David Pinto Correia e Alberto Vieira.
Está prevista a edição de dez volumes da enciclopédia, cobrindo todo o conhecimento produzido até à data sobre o arquipélago. A obra propõe-se realizar uma atualização geral desse conhecimento cem anos após a publicação do Elucidário Madeirense, obra de cunho enciclopédico publicada inicialmente em 1921, e até à data a principal obra de referência sobre a Região. O Dicionário segue a mesma filosofia de rigor e ordenação alfabética que ditou essa publicação e "atualiza, aprofunda e corrige" algumas das informações e imprecisões contidas naquela obra, revista pela última vez nos anos 1940. Segundo Cristina Trindade, a obra está “comprometida com a verdade histórica e com a obrigatoriedade de se referenciar tudo o que se souber”, por forma a poder se afirmar como a "primeira instância a partir do momento em que se queira saber qualquer coisa sobre qualquer área ao nível da Madeira".
Em 2014 a obra representava um investimento de cerca um milhão de euros, estando o tempo de desenvolvimento previsto para três anos.
Em Julho de 2016, foi lançado um volume de apresentação do Dicionário, designado "AnteZero", editado pela Imprensa Nacional-Casa da Moeda, como anexo da revista semestral "Letras Com Vida", do Centro de Literaturas e Culturas Lusófonas e Europeias da Faculdade de Letras da Universidade de Lisboa. Entre os autores presentes neste volume estão Nelson Veríssimo, Paulo Miguel Rodrigues, Thomas Dellinger e Aline Bazenga. A cerimónia decorreu no Museu de Eletricidade da Madeira–Casa da Luz, sendo acompanhada da conferência "Média-Arte Digital e a relevância da Inter-Multi-Transdisciplinaridade", com Adérito Fernandes Marcos, presidente do Conselho Científico da Universidade Aberta, como orador convidado.
Até fevereiro de 2017, haviam sido produzidas e revistas catorze mil páginas. O primeiro volume do ‘Madeira Global - Dicionário Enciclopédico da Madeira’ foi apresentado por Pacheco Pereira a 6 de setembro de 2019, numa cerimónia no Centro de Congressos do Casino da Madeira, juntamente com o coordenador da obra, José Eduardo Franco, Miguel Albuquerque, presidente do Governo Regional da Madeira , Jorge Carvalho, secretário regional da Educação, e Guilherme Silva, presidente da Comissão dos 600 anos do Descobrimento da Madeira e Porto Santo. Para a publicação continuada, foi garantido pelo Governo Regional da Madeira apoio financeiro, ao longo dos próximos 10 anos, referente à edição de um volume por ano.
Pacheco Pereira foi o responsável por apresentar este primeiro volume do Dicionário Enciclopédico da Madeira, garantindo que “este dicionário deve estar entre as obras mais relevantes que se fizeram na Madeira”. Frisou a importância desta enciclopédia para as gerações vindouras.
A equipa de produção é composta por cerca de quinhentos autores e colaboradores, divididos por trinta áreas do conhecimento, sendo a maioria dos coordenadores de origem madeirense ou ligados à Universidade da Madeira. O projeto conta com colaboradores de diversos países, com o objetivo de valorizar a informação respeitante à diáspora madeirense.
O Dicionário dispõe ainda de uma edição em linha, que em fevereiro de 2017 atingia as seiscentas entradas.

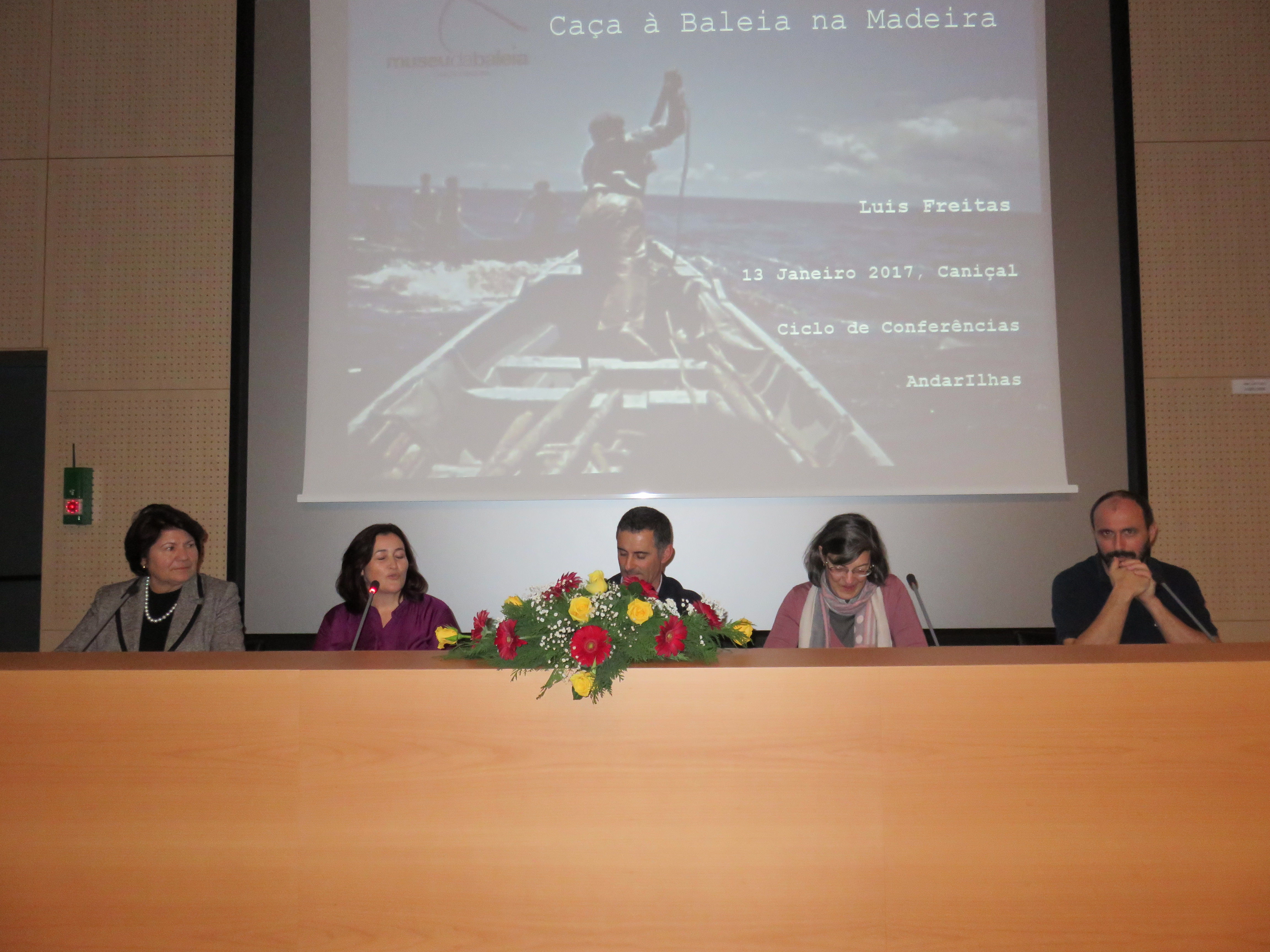
Primeira conferência AndarIlhas, em janeiro de 2017, no Museu da Baleia, no Caniçal.

## Eventos paralelos
A produção da obra está a ser acompanhada por um ciclo de debates, em parceria com a Câmara Municipal do Funchal e organizado no Teatro Municipal Baltazar Dias, intitulado "Conferências do Teatro", em que os temas em análise correspondem a entradas do Dicionário Enciclopédico da Madeira.
Paralelamente, decorrem também as "Conferências AndarIlhas", da responsabilidade da Cátedra Infante D. Henrique para os Estudos Insulares e a Globalização, da qual fazem parte a Agência de Promoção da Cultura Atlântica, o Instituto Açoriano da Cultura e o  Centro de Literaturas e Culturas Lusófonas e Europeias da Faculdade de Letras da Universidade de Lisboa, e a Universidade da Madeira, organizadas pelas professoras Luisa Paolinelli e Ana Cristina Trindade, inseridas no programa de dinamização e divulgação do Dicionário. Cada uma destas conferências decorre numa localidade da Região, e conta com oradores convidados. O nome "AndarIlhas" reflete o objetivo das conferências, percorrer toda a Região Autónoma levando a cada localidade conteúdos que vão integrar o futuro Dicionário Enciclopédico da Madeira referentes a esse lugar, assim como assinalar efemérides de cada mês. A primeira conferência decorreu a 13 de janeiro de 2017, no Caniçal, no Museu da Baleia da Madeira, com o tema da caça à baleia, com intervenção do biólogo marinho Luís Freitas. A efeméride assinalada foi o Dia Mundial da Fraternidade Universal, celebrado a 1 de janeiro, sendo abordado o tema das confrarias como manifestação de solidariedade no sistema social atual, da responsabilidade da historiadora Dina Jardim.